# Salmo 131
Il salmo 131 (130 secondo la numerazione greca) costituisce il centotrentunesimo capitolo del Libro dei salmi.
È tradizionalmente attribuito al re Davide. Fa parte dei cantici delle ascensioni.